# Ен (Савоја)
Ен (фр. Ayn) насеље је и општина у источној Француској у региону Рона-Алпи, у департману Савоја која припада префектури Шамбери.
По подацима из 2011. године у општини је живело 352 становника, а густина насељености је износила 47,31 становника/km². Општина се простире на површини од 7,44 km². Налази се на средњој надморској висини од 559 метара (максималној 720 m, а минималној 440 m).

## Демографија
| 1861. | 1911. | 1946. | 1962. | 1968. | 1975. | 1982. | 1990. | 1999. | 2011. |
| ----- | ----- | ----- | ----- | ----- | ----- | ----- | ----- | ----- | ----- |
| 694   | 558   | 385   | 251   | 274   | 271   | 255   | 288   | 278   | 352   |

График промене броја становника у току последњих година